# Arthur Conan Doyle
Arthur Ignatius Conan Doyle (22. května 1859, Edinburgh, Skotsko, Spojené království – 7. července 1930, Crowborough, Sussex, Spojené království) byl britský spisovatel proslulý především příběhy o Sherlocku Holmesovi, jež zásadně ovlivnily podobu detektivního žánru. Původním povoláním byl lékař. Tvorba tohoto velmi plodného autora zahrnuje kromě detektivek také historické a fantastické povídky a romány, dramata, poezii i literaturu faktu. Působil rovněž jako válečný zpravodaj. Byl aktivní v politice – kandidoval do parlamentu, zasazoval se o dodržování práva v případech protiprávně odsouzených, vystoupil proti nelidským podmínkám v belgickém Kongu a organizoval mezinárodní podporu pro jejich zlepšení, veřejně hájil zájmy Velké Británie ve válečných konfliktech nebo prosazoval projekt vybudování tunelu pod Lamanšským průlivem. Věnoval se sportu, byl jedním z prvních automobilistů ve Velké Británii a propagoval začínající lyžování. V závěru života se zaměřil na šíření spiritismu.

## Život

### Dětství a studia
Arthur Conan Doyle se narodil ve skotském Edinburghu 22. května 1859 v katolické rodině. Rodiče, Angličan Charles Altamount Doyle (1832–1893) a Irka Mary Josephine Elizabeth Foleyová (1837–1920), byli oddáni v roce 1855. Měli celkem deset dětí, z nichž se sedm dožilo dospělosti. Otec Charles, státní úředník, měl malířské nadání, které zdědil po svém otci Johnovi. Také tři starší bratři Charlese měli umělecké sklony. Příjmení Conan, které začal Arthur Doyle užívat později, pochází od prastrýce Michaela Conana, bratra babičky z otcovy strany, který byl Arthurovým kmotrem.
Rodiče poslali devítiletého Arthura v roce 1868 do jezuitské internátní školy Stonyhurst v Anglii. Po jejím ukončení v roce 1875 odjel na rok na jezuitskou kolej do Feldkirchu v Rakousku. V roce 1876 začal studovat medicínu na Edinburské univerzitě. Během studií začal psát – v roce 1879 vyšla v magazínu Chambers's Edinburgh Journal jeho první povídka The Mystery of Sasassa Valley. A. Conan Doyle se věnoval od dětství také sportu: boxoval, hrál kriket, fotbal, ragby a plaval. Box, který považoval za mužný sport, se později objevil v jeho díle.
V roce 1880 studium přerušil a přijal na sedm měsíců místo lékaře na lodi SS Hope plovoucí kolem pobřeží Grónska na lov tuleňů a velryb. Během této plavby si vedl deník, který také ilustroval a který vyšel jako faksimile v roce 2012. Po dokončení studia v roce 1881 pracoval jako lodní lékař na lodi plující do západní Afriky.
Přestože A. Conan Doyle pocházel ze silně věřící katolické rodiny a studoval v jezuitských školách, svou víru brzy ztratil. Odmítl dokonce nabídku pomoci rodiny ze strany otce při založení lékařské praxe z obavy, aby nebyla svázána s církví. Tvrdil o sobě, že je agnostik. Roku 1881 se začal zajímat o spiritismus.

### Lékař a spisovatel

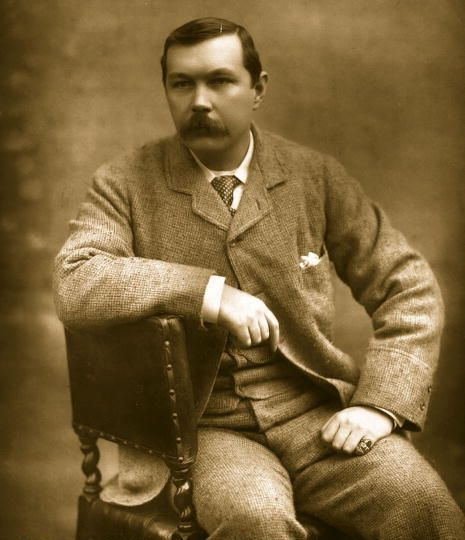
Arthur Conan Doyle, 1890

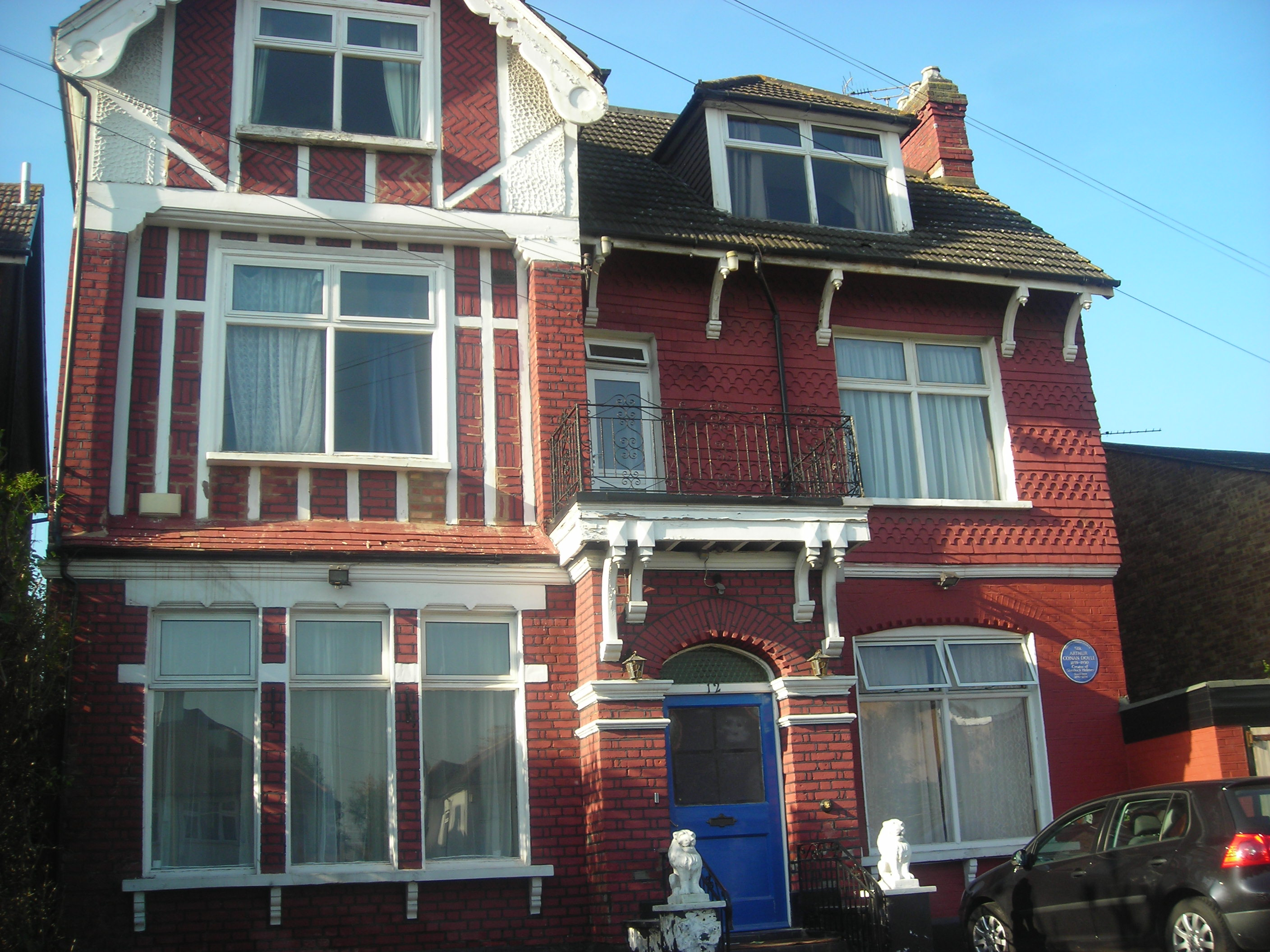
Dům na Tennison Road v londýnské čtvrti South Norwood, kde žil A. Conan Doyle s rodinou v letech 1891–1894

V roce 1882 otevřel A. Conan Doyle se spolužákem z univerzity společnou lékařskou praxi v Plymouthu, avšak po krátké době se rozešli. A. Conan Doyle se přestěhoval do Portsmouthu, kde provozoval svou vlastní ordinaci, zpočátku ne příliš úspěšnou.
V 1885 složil doktorát a oženil se s Louisou Hawkinsovou. V roce 1889 se jim narodila dcera Mary Louise a v roce 1892 syn Alleyne Kingsley.
A. Conan Doyle se vedle lékařské praxe věnoval psaní. V roce 1886 napsal Studii v šarlatové, první příběh detektiva Sherlocka Holmese. Román byl nejprve v několika nakladatelstvích odmítnut, avšak v následujícím roce byl otištěn v časopise Beeton's Christmas Annual a v roce 1888 vyšel knižně. A. Conan Doyle současně psal historický román ze 17. století Micah Clarke, který vyšel v roce 1889. Úspěch románu podnítil A. Conana Doylea k psaní dalšího historického románu Bílá společnost, odehrávajícího se ve 14. století během stoleté války.
V roce 1890 vyšel druhý román o Sherlocku Holmesovi, Znamení čtyř. A. Conan Doyle jej napsal na objednávku Lippincott's Monthly Magazine. Ve stejném roce podnikl A. Conan Doyle půlroční cestu do Vídně, aby rozšířil svoje poznatky v oblasti očního lékařství. Na jaře 1891 se vrátil do Londýna, otevřel si ordinaci, ale neměl žádné pacienty. Věnoval se proto opět psaní. V červnu 1891 vyšla v časopise Strand Magazine jeho povídka Skandál v Čechách, první ze série 12 příběhů Sherlocka Holmese, které pak vycházely každý měsíc. Povídky měly velký čtenářský ohlas. Vyšly rovněž knižně ve sbírce Dobrodružství Sherlocka Holmese v říjnu 1892 ve Velké Británii a Spojených státech.
A. Conan Doyle pokračoval v psaní povídek o Sherlocku Holmesovi pro časopis Strand Magazine. Byly nadále velmi úspěšné, avšak autor ztratil chuť na další pokračování, a proto nechal slavného detektiva zahynout v povídce Poslední případ, která vyšla v prosinci 1893. Druhá série povídek z časopisu Strand Magazine vyšla knižně v roce 1894 pod názvem Vzpomínky na Sherlocka Holmese.
A. Conan Doyle odjel se ženou koncem roku 1893 do Švýcarska, aby si zde léčila tuberkulózu. A. Conan Doyle si v Alpách vyzkoušel v té době zcela nový sport – lyžování. Svoje zkušenosti popsal v článku Crossing An Alpine Pass On Ski, který otiskl Strand Magazine v roce 1894.
Na podzim 1895 odjeli Doyleovi do Káhiry, aby manželka strávila zimu v podnebí příznivějším jejímu podlomenému zdraví. A. Conan Doyle využil cestu jako příležitost ke zpravodajství pro londýnské noviny Westminster Gazette o povstání dervišů v Súdánu. Dojmy z cesty jej inspirovaly k napsání románu The Tragedy of the Korosko vydanému v roce 1898.

### Spisovatel a politik

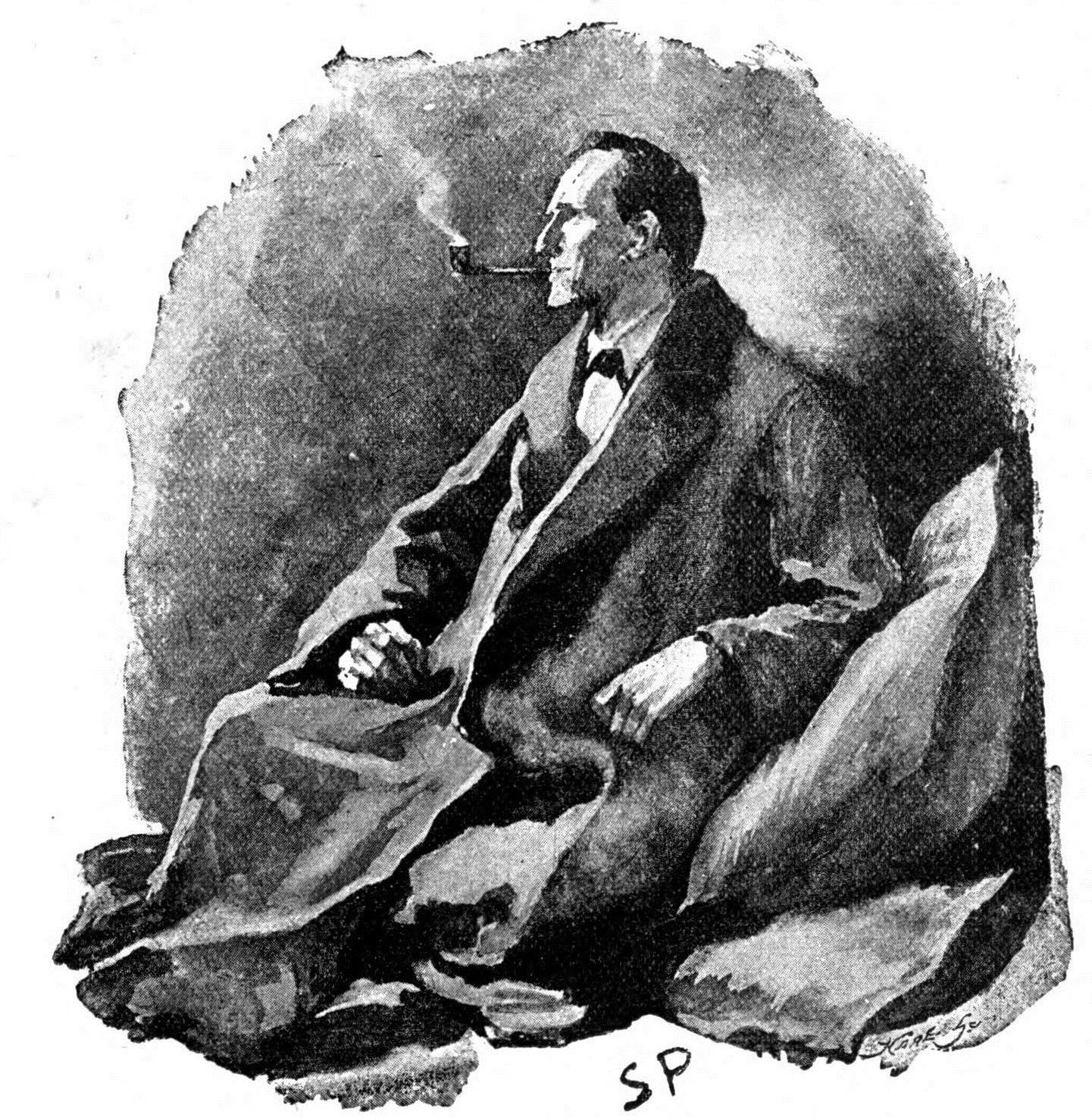
Sherlock Holmes – ilustrace Sidneyho Pageta ze Strand Magazine, 1891

V roce 1900 se A. Conan Doyle dobrovolně zúčastnil jako lékař búrské války, kterou obhajoval v The Great Boer War (1900) a The War in South Africa: Its Cause and Conduct (1902). V roce 1902 byl A. Conan Doyle povýšen do šlechtického stavu za zásluhy pro Velkou Británii v búrské válce. Zvažoval odmítnutí, ale po naléhání své matky titul přijal.
V letech 1900 a 1906 kandidoval ve volbách do parlamentu, avšak zvolen nebyl.
A. Conan Doyle se opět vrátil k Sherlocku Holmesovi. Roku 1901 začal časopis Strand Magazine uveřejňovat na pokračování nový román Pes baskervillský, který vyšel následujícího roku také knižně. V říjnu 1903 vyšla v Strand Magazine povídka Prázdný dům, která zahájila nový cyklus 13 povídek o Sherlocku Holmesovi. Knižně vyšly ve sbírce Návrat Sherlocka Holmese roku 1905.
V roce 1906 zemřela manželka Luisa na tuberkulózu. Po její smrti se A. Conan Doyle angažoval v případu George Edaljiho, odsouzeného na základě nepřípustných důkazů. A. Conan Doyle provedl vlastní šetření, na jehož základě psal články pro Daily Telegraph, kde žádal přezkoumání případu. Byla vytvořena vyšetřovací komise, která dospěla k závěru, že George Edalji byl obviněn neprávem. Svým veřejným vystoupením přispěl A. Conan Doyle ke zřízení v Anglii dosud chybějícího odvolacího soudu.
A. Conan Doyle se znovu oženil v roce 1907 s Jean Leckie. Po svatbě se manželé přestěhovali do domu pojmenovaného Windlesham na okraji města Crowborough v hrabství Sussex. Roku 1909 se jim narodil syn Denis Percy Stewart, následující rok syn Adrian Malcolm a v roce 1912 dcera Jean Lena Annete.
V roce 1909 A. Conan Doyle publikoval The Crime of the Congo, kde podpořil aktivity pro zlepšení situace v Kongu. Belgická správa v zemi, kterou do majetku získal belgický král Leopold II. v roce 1885, prakticky provozovala otroctví. Zprávy o zoufalé situaci domorodého obyvatelstva pronikly na veřejnost v roce 1904, kdy Edmund Dene Morel a Roger Casement založili Congo Reform Association pro změnu podmínek v Kongu. Na podporu organizace vystoupili i další spisovatelé (Joseph Conrad, Anatole France, Mark Twain). A. Conan Doyle se obrátil se žádostí o podporu také na vlivné politické reprezentanty, amerického prezidenta Theodora Roosevelta a německého císaře Viléma II., a podnikl tříměsíční cestu do Konga. Na základě těchto intervencí došlo v Kongu ke zlepšení situace.
K aktivitám A. Conana Doylea patřil stále také sport. Hrál kriket a golf a podílel se na klubové sportovní činnosti. Byl jedním z prvních majitelů a řidičů automobilu ve Velké Británii. V roce 1911 řídil vůz v automobilovém závodu v Německu a Velké Británii mezi britským a německým týmem.
A. Conan Doyle se roku 1912 zabýval případem Oscara Slatera, neprávem odsouzeného za vraždu. Shromáždil důkazy svědčící ve prospěch odsouzeného, které publikoval v The Case of Oscar Slater. Případ však byl znovu otevřen až v roce 1927, kdy byl Oscar Slater z vězení propuštěn.
V roce 1912 byl vydán román Ztracený svět, považovaný dnes za klasiku sci-fi. Děj se odehrává v oblasti Mt. Roraima v hluboké Amazonii, kde přežila prehistorická zvířata (dinosauři, ptakoještěři atd.). Ústřední postavou je profesor Challenger, který je hrdinou i dalšího sci-fi románu, Jedovatý pás, který vyšel v roce 1913.

### Vlastenec a spisovatel

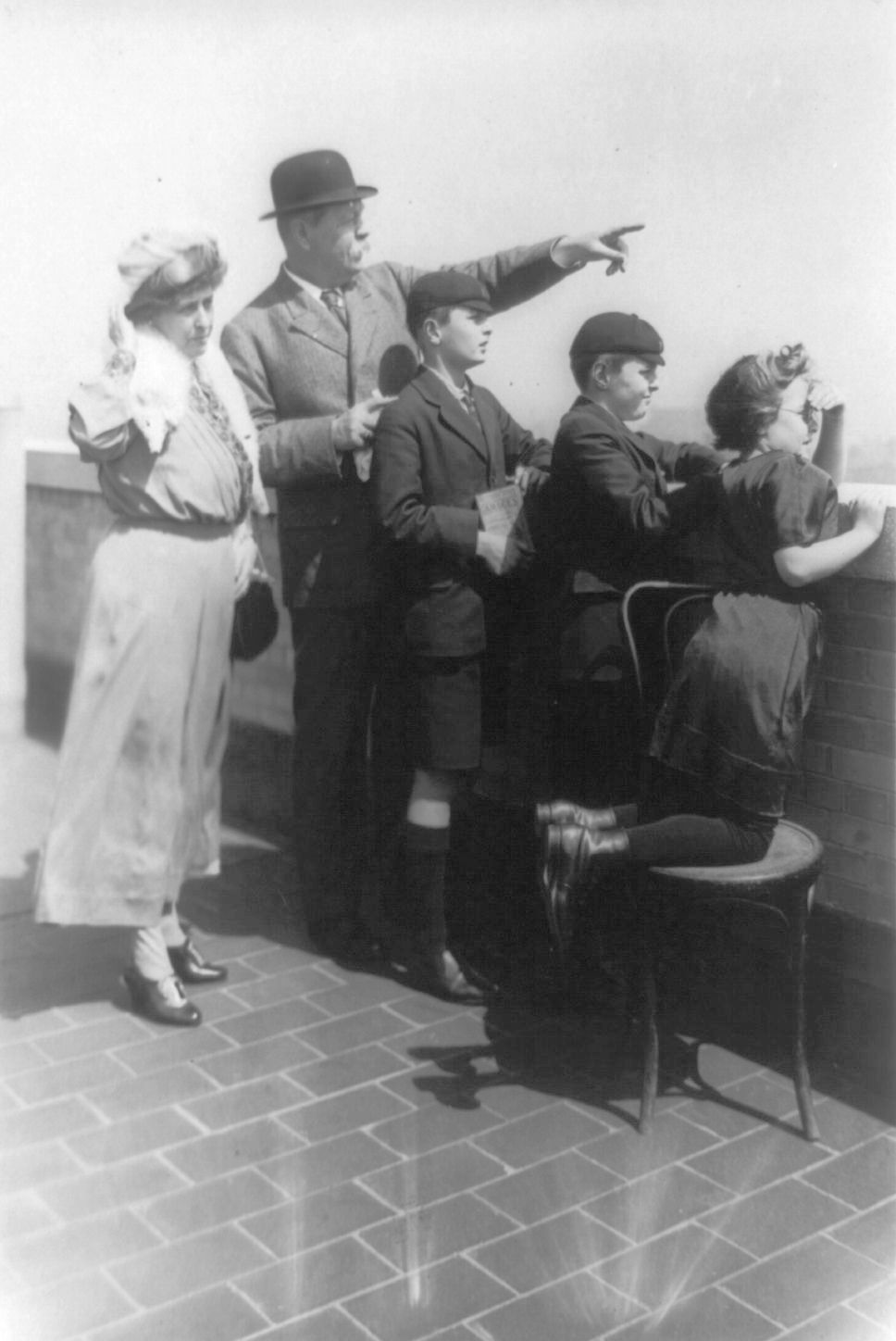
Sir Arthur Conan Doyle s rodinou, 1922

Na konci května 1914 odplul A. Conan Doyle s rodinou do Severní Ameriky na pozvání kanadské vlády. Cestoval po Spojených státech a Kanadě, avšak již začátkem července se po atentátu v Sarajevu vydal zpět domů. Vzápětí publikoval v časopise Strand Magazine povídku Danger!, kde varoval před válečným konfliktem, ve kterém by mohly být britské ostrovy ohroženy ponorkovou blokádou.
Po vyhlášení války Velké Británie Německu chtěl A. Conan Doyle narukovat do armády, ale vzhledem ke svému věku 55 let byl odmítnut. Zapojil se proto do organizování dobrovolníků. Rovněž vznášel návrhy na různá vylepšení pro britské vojsko prostřednictvím článků v tisku, např. zavedení nafukovacích záchranných pásů a člunů pro námořníky. Oficiální úřady nebyly Doyleovými podněty nadšeny, avšak našel rovněž zastánce, mezi které patřil tehdejší první lord admirality Winston Churchill. V souvislosti s vojenským využitím A. Conan Doyle také obhajoval projekt stavby tunelu pod Lamanšským průlivem.
A. Conan Doyle se vrátil k psaní dalších pokračování příběhů Sherlocka Holmese. Od září 1914 do května 1915 vycházel v časopise Strand Magazine na pokračování nový román Údolí strachu, který v únoru 1915 vyšel také knižně ve Spojených státech.
V roce 1915 začal A. Conan Doyle psát historii světové války The British Campaign in France and Flanders, kterou uzavřel šestým svazkem v roce 1920. V roce 1916 navštívil frontové linie a zapojil se jako válečný zpravodaj. Angažoval se také v další kauze – obhajobě Rogera Casementa, bývalého britského diplomata a irského separatisty, obviněného z velezrady.
Roku 1917 vyšla knižně ve Velké Británii a Spojených státech další sbírka povídek Poslední poklona Sherlocka Holmese, které byly dříve publikovány v časopise Strand Magazine.

### Spiritismus

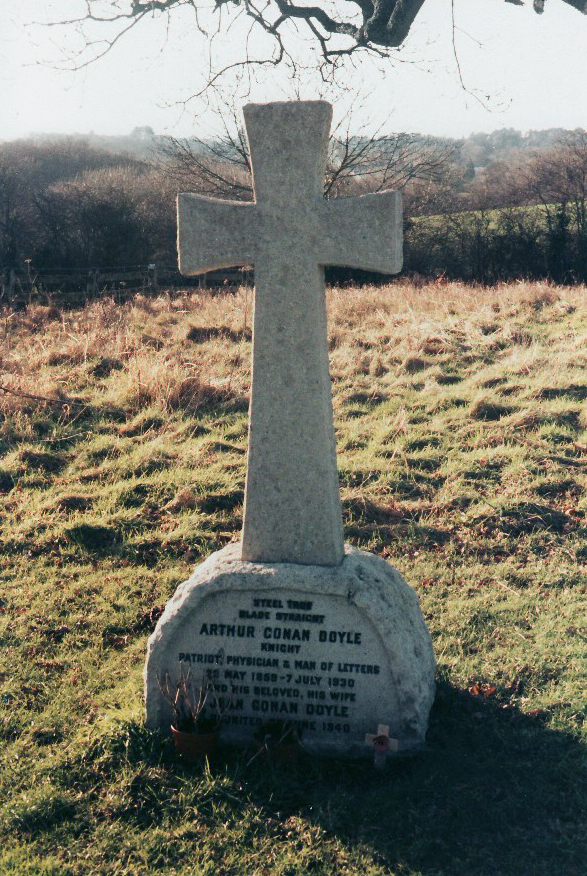
Hrob sira Arthura Conana Doylea v anglickém Minsteadu (hrabství Hampshire)

### Advokát spiritismu
A. Conan Doyle se veřejně ke spiritismu přihlásil roku 1916 v článku otištěném v časopise Light. Roku 1918 zemřel jeho nejstarší syn Alleyne Kingsley na španělskou chřipku během rekonvalescence po vážném zranění, které utrpěl ve válce v létě 1916. Krátce po sobě zemřelo několik dalších příbuzných A. Conana Doylea: jeho bratr Innes, dva švagři a dva synovci. Po smrti syna a dalších blízkých se A. Conan Doyle stal propagátorem spiritismu, o kterém napsal celou řadu článků a publikací. Jeho spiritistické aktivity byly hlavním důvodem cest, které podnikl s rodinou během dvacátých let do Ameriky, Austrálie a Afriky. Spiritismus ovlivňoval také jeho literární tvorbu, např. román Země mlhy, další pokračování profesora Challengera vydané v roce 1926.
Roku 1927 byla ve Velké Británii a Spojených státech vydána pátá knižní sbírka povídek Archiv Sherlocka Holmese.
Na podzim roku 1929 podnikl A. Conan Doyle poslední cestu po Evropě do Nizozemska a Skandinávie. Zemřel na selhání srdce ve svém domě Windlesham v Crowborough v roce 1930.

## Literární dílo

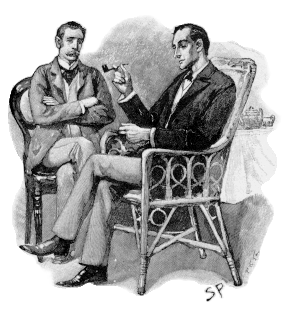
Dr. Watson a Sherlock Holmes, ilustrace Sidneyho Pageta ze Strand Magazine, 1893

### Detektivní žánr

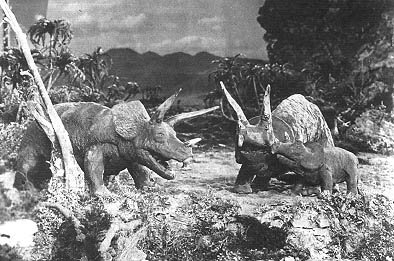
Scéna z prvního filmového zpracování Ztraceného světa, 1925

Nejúspěšnějším literárním hrdinou A. Conana Doylea se stal Sherlock Holmes – detektiv, který je „kombinací askety a sportovce, vědce a ctižádostivého umělce, nepřítele žen a uhlazeného džentlmena, morálního arbitra a uživatele drog, zástupce zákona a zároveň beroucího zákon do vlastních rukou“. Postavu slavného detektiva, napůl lékaře a napůl houslového virtuosa, vytvořil A. Conan Doyle podle dr. Josepha Bella, chirurga a svého učitele z univerzity, ale současně byl také inspirován detektivem C. Augustem Dupinem v detektivních povídkách Edgara Allana Poea. Druhou ústřední postavou detektivek A. Conana Doylea je dr. Watson, „plný opravdového porozumění doprovázeného úžasem, hněvem a poněkud těžkopádným ‚zdravým rozumem‘“. A. Conan Doyle ve svých detektivkách vykresluje atmosféru ustupující tradice viktoriánské Anglie, obavy z možného budoucího chaosu, a zároveň dobový obdiv k vědeckým objevům promítající se do dedukcí detektiva.
A. Conan Doyle napsal celkem 56 povídek a 4 romány s detektivem Sherlockem Holmesem (tzv. kánon), které mu přinesly slávu i peníze, přestože jako autor považoval za důležitější svou „vážnou“ literaturu. Sherlock Holmes byl a stále je napodobován, parodován, vznikla další pokračování (pastiše) od jiných autorů, byl mnohokrát zfilmován a uveden v divadelních hrách. Stal se předmětem kultu, vydávají se časopisy věnované „holmesovským a watsonovským studiím“, postavy Holmese a Watsona jsou chápány jako historické osobnosti, jejich život je předmětem rekonstrukcí. Sherlock Holmes byl rovněž inspirací pro detektivy řady autorů detektivního žánru, např. Hercule Poirota spisovatelky Agathy Christie, nebo pro podivínské detektivy nebo jiné hrdiny se svérázným charakterem řešící problémy deduktivními metodami, např. v televizních seriálech Columbo, Dr. House nebo Monk.

### Science fiction
A. Conan Doyle se svým románem Ztracený svět z roku 1912 zařadil mezi klasiky science fiction vedle Julese Verna a H. G. Wellse. Inspirací pro Ztracený svět byly paleontologické nálezy prehistorických zvířat. Kniha byla určena především pro mládež. A. Conan Doyle v ní vytvořil nového hrdinu, profesora Challengera, který byl svým zevnějškem a vystupováním protipólem Sherlocka Holmese. Co však mají obě literární postavy společné, je jejich podivuhodná síla osobnosti. Ztracený svět sklidil velký úspěch a předznamenal nejen novou éru fantastické literatury, ale ovlivnil také kinematografii. Poprvé byl natočen v roce 1925 a dočkal se dalších adaptací, pokračování a napodobování, např. ve filmu Ztracený svět: Jurský park.
Profesor Challenger je ústřední postavou také v dalších čtyřech sci-fi knihách A. Conana Doylea, které však Ztracený svět nepřekonaly a z nichž zejména Země mlhy byla silně ovlivněna spiritismem.

### Další literární díla

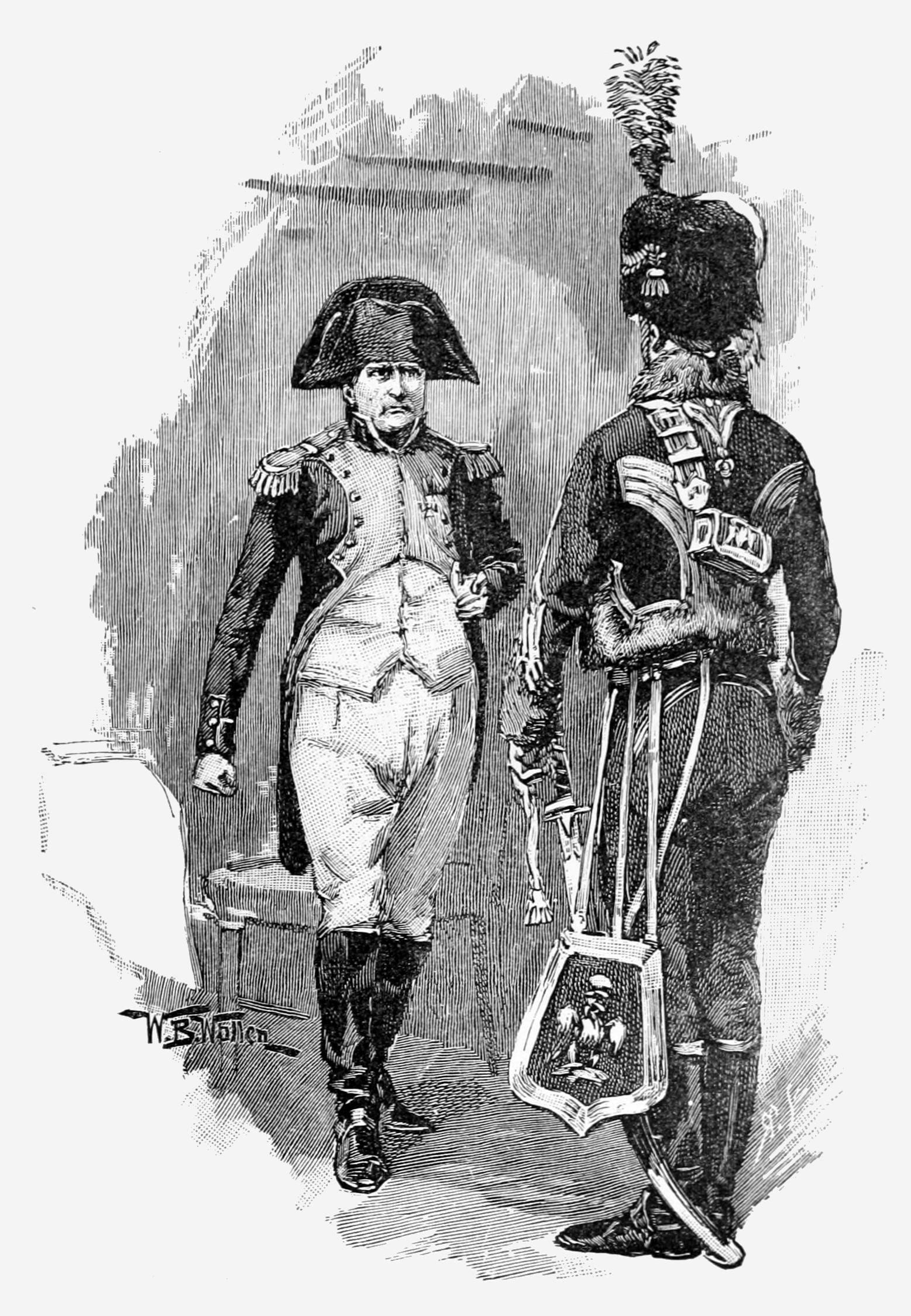
Napoleon a brigadýr Gerard – ilustrace z knihy The Exploits of Brigadier Gerard, 1896

Za první úspěšné literární dílo A. Conana Doylea lze považovat povídku J. Habakuk Jephson's Statement, která vyšla nepodepsaná v prestižním časopise Cornhill Magazine v roce 1883. Autor byl inspirován 11 let starou událostí, kdy byla nalezena na volném moři nepoškozená loď, jejíž posádka s pasažéry beze stopy zmizela. Povídka vyvolala bouřlivou reakci, neboť ji mnozí považovali za autorův výklad skutečnosti, nikoliv fikci. O její kvalitě svědčí také domněnky některých čtenářů, že ji napsal tehdy již dobře známý Robert Louis Stevenson.
Přestože se A. Conan Doyle stal světoznámým autorem zejména díky detektivním příběhům Sherlocka Holmese, on sám se považoval především za spisovatele historické beletrie. A ve své době byl se svými historickými prózami opravdu úspěšný. Jeho druhý historický román Bílá společnost, který v roce 1891 nejprve otiskl na pokračování časopis Cornhill Magazine a pak vyšel knižně, byl tak populární, že během 10 měsíců byly vydány tři dotisky. Obliba románu přetrvala až do první světové války. Po patnácti letech od prvního vydání napsal A. Conan Doyle román Sir Nigel, jehož děj Bílé společnosti předchází.
V roce 1893 nechal A. Conan Doyle zemřít Sherlocka Holmese, aby se ho zbavil. Již následujícího roku vytvořil nového hrdinu, brigadýra Gerarda, jehož příběhy zasadil do období napoleonských válek. Nejprve vyšlo osm povídek v časopise Strand Magazine, avšak již v roce 1896 vyšel jejich soubor knižně. Popularita brigadýra Gerarda, francouzského husara Napoleonovy armády, téměř dosahovala věhlasu Sherlocka Holmese. V roce 1897 vyšel román Strýc Bernac s dalšími osudy brigadýra Gerarda. A. Conan Doyle pak napsal druhou sérii devíti povídek pro Strand Magazine, která vycházela v letech 1900–1903. Poslední povídka o brigadýru Gerardovi The Marriage of the Brigadier vyšla v roce 1910. Příběhy brigadýra Gerarda vychází v dalších vydáních až do současnosti a dočkaly se také divadelního a filmového zpracování.
A. Conan Doyle se však nevěnoval pouze psaní prózy. Jeho tvorba zahrnuje také poezii a divadelní hry. Rovněž přispíval svými články do novin a časopisů na různá témata podle svých rozsáhlých zájmů, např. o fotografii do časopisu British Journal of Photography. Neváhal se také v tisku postavit proti bezpráví, jako v případu George Edaljiho, nebo se zapojit do kampaně za zlepšení podmínek v Kongu devastovaném belgickým králem Leopoldem II. Svoje vlastenectví projevil během búrských válek nejen dobrovolnou lékařskou službou v Jižní Africe, ale také dvěma knihami obhajujícími britskou politiku v búrském konfliktu. A když byla zamítnuta jeho žádost o aktivní vojenskou službu po vypuknutí první světové války, nenechal se odradit a použil sílu sdělovacích prostředků k prosazení opatření v britské armádě, která považoval za důležitá. Kromě toho ještě během války sepisoval její průběh v obsáhlém šestisvazkovém díle The British Campaign in France and Flanders.
Poslední léta svého života zasvětil A. Conan Doyle spiritismu nejen svými přednáškami ve Velké Británii i v zahraničí, ale také v literatuře. Psal knihy a články, ve kterých propagoval svou víru, i když si byl vědom, že tím dává v sázku své dobré jméno. Myslel to však upřímně, což nezpochybňovali ani jeho oponenti.

### Překlady do češtiny
Zřejmě prvním českým překladem byl Pes z Baskervillu vydaný v roce 1903. O dva roky později vyšly pod názvem Pozdní pomsta román A Study in Scarlet a pod názvem Znamení čtyř román The Sign of the Four. Ve stejném roce zahájil J. R. Vilímek vydáním románu Pes Baskervillský sérii devítisvazkového souboru, ve kterém do roku 1907 vyšly překlady všech románů a povídek se Sherlockem Holmesem, které A. Conan Doyle do té doby publikoval.
V roce 1907 pak vyšla česky další díla: Strýc Bernak ve vyškovském nakladatelství Pátek a Román na poušti jako románová příloha Pražských novin, v následujících dvou letech Paměti lékařovy u J. R. Vilímka a Záhadné příběhy v nakladatelství E. Beauforta. V dalších letech pak bylo přeloženo několik povídek a romány Ztracený svět, Jedovatý pás (1919) a Tajemství zámku Cloomberu (1920).
Ve dvacátých letech opět vycházely české překlady detektivních příběhů Sherlocka Holmese, které Karel Čapek roku 1925 hodnotil jako detektivní klasiku: „Otec moderní detektivky, Edgar Allan Poe, vyvodil detektivní metodu abstraktně filozoficky ze zákonů indukce, analýzy, textové kritiky a logické pravděpodobnosti; detektivní klasik Sherlock Holmes obohatil tyto prostředky strašným arzenálem odborných poznatků přírodovědecké expertizy a přímého pozorování, shrnuje takto ve svém mozku celou důkladnost, vnějškovou a matematickou střízlivost pozitivistického světového názoru.“
Dvacátá léta byla rovněž obdobím hojného vydávání českých překladů dalšího díla A. Conana Doylea, např. Champion boxu (1922), Poslední galej (1923), Šílený kapitán, Nové zjevení (1924), Žena démon, Dobrodružství plukovníka Gerarda (1925), Duetto (1926), Země mlhy (1927). Dále pak vycházela a dosud vychází převážně nová vydání děl už dříve přeložených, nejčastěji detektivky se Sherlockem Holmesem.

## Bibliografie

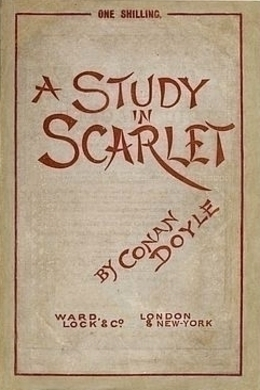
Obálka prvního knižního vydání Studie v šarlatové, 1888

### Příběhy Sherlocka Holmese
- Studie v šarlatové (A Study in Scarlet, 1887) – román
- Podpis čtyř (The Sign of the Four, 1890) – román,[p 1] česky také jako Znamení čtyř
- Dobrodružství Sherlocka Holmese (The Adventures of Sherlock Holmes, 1892) – sbírka povídek
- Vzpomínky na Sherlocka Holmese (The Memories of Sherlock Holmes, 1894) – sbírka povídek
- Pes baskervillský (The Hound of the Baskervilles, 1902) – román
- Návrat Sherlocka Holmese (The Return of Sherlock Holmes, 1905) – sbírka povídek
- Údolí strachu (The Valley of Fear, 1915) – román
- Poslední poklona Sherlocka Holmese (His Last Bow, 1917) – sbírka povídek
- Archiv Sherlocka Holmese (The Case-Book of Sherlock Holmes, 1927) – sbírka povídek

### Příběhy profesora Challengera
- Ztracený svět (The Lost World, 1912)
- Jedovatý pás (The Poison Belt, 1913), česky též jako Příliv smrti
- Země mlhy (The Land of Mist, 1926)
- Muž, který chtěl rozložit svět (The Disintegration Machine, 1927) – povídka, česky též jako Desintegrační stroj
- Když země vykřikla (When The World Screamed, 1928) – povídka, česky též jako Když Země vykřikla

### Historické romány a povídky
- Micah Clarke, 1889 – román ze 17. století o Monmouthově povstání, jehož cílem bylo svrhnout krále Jakuba II
- Bílá společnost (The White Company, 1891) – román ze stoleté války ve 14. století
- The Great Shadow, 1892 – román z doby Napoleona
- The Refugees, 1893 – román o francouzských Hugenotech v době Ludvíka XIV.
- The Exploits of Brigadier Gerard, 1896 – příběhy brigadýra Gerarda z doby Napoleona, které vycházely v časopise Strand Magazine od prosince 1894 do konce roku 1895
- Rodney Stone, 1896 – novela o boxerovi z přelomu 18. a 19. století
- Strýc Bernac (Uncle Bernac, 1897) – román z doby Napoleona o brigadýru Gerardovi
- Adventures of Gerard, 1903 – příběhy brigadýra Gerarda z doby Napoleona, které vycházely v časopise Strand Magazine v letech 1900–1903.
- Sir Nigel, 1906 – román ze stoleté války, který je zasazen do doby předcházející děj Bílé společnosti

### Ostatní romány a povídky
- Tajemství zámku Cloomberu (The Mystery of Cloomber, 1888) – román
- Mysteries and Adventures, 1889 – povídky
- Kapitán Polární hvězdy (The Captain of the Polestar and Other Tales, 1890) – povídky
- The Firm of Girdlestone, 1890 – román
- The Doings of Raffles Haw, 1892 – román
- An Actor's Duel and The Winning Shot, 1894 – povídky
- Round the Red Lamp, 1894 – lékařské povídky
- The Parasite, 1894 – román
- The Stark Munro Letters, 1895 – autobiografický román
- Román na poušti / V zajetí dervišů (The Tragedy of the Korosko, 1898) – román
- Duetto (A Duet, 1899) – román
- The Green Flag and Other Stories of War and Sport, 1900 – povídky
- Tajuplné příběhy (Round the Fire Stories, 1908) – povídky
- Poslední galej (The Last Galley, 1911) – povídky
- Danger! and Other Stories, 1918 – povídky
- The Maracot Deep and Other Stories, 1929 – povídky

### Divadelní hry
- A Question of Diplomacy, 1892
- Jane Annie or The Good Conduct Prize, 1893 – hudební komedie, spoluautorem byl James Matthew Barrie
- Sherlock Holmes, 1897
- Brothers, 1899
- A Duet. A Duologue, 1903
- Brigadier Gerard, 1906
- The Story of Waterloo, 1907
- A Pot of Caviare, 1908
- The Fires of Fate, 1909
- The Speckled Band, 1910
- The House of Temperley, 1910
- The Crown Diamond, 1921

### Poezie
- Songs of Action, 1898
- Songs of the Road, 1911
- The Guards Came Through and Other Poems, 1918
- The Poems of Arthur Conan Doyle, 1922